# یاغ‌لی (شاوشات)
یاغ‌لی (به ترکی استانبولی: Yağlı) یک منطقهٔ مسکونی در ترکیه است که در شاوشات واقع شده‌است. یاغ‌لی ۶۹ نفر جمعیت دارد.